# Barrio de Candeje
Barrio de Candeje är en ort i Mexiko, tillhörande kommunen Acambay de Ruíz Castañeda i den västra delen av delstaten Mexiko, i den centrala delen av landet. Orten hade 303 invånare vid folkräkningen 2010.